# 윌리엄 로버트슨
윌리엄 로버트슨(William Robertson; 1721년 9월 19일 - 1793년 6월 11일)은 스코틀랜드 교회의 목사이며 역사가이다. 에든버러 대학교의 총장을 30년동안 재직한 것은 역사적으로 가장 오랜기간으로 인정받고 있다. 그의 저서 《스코틀랜드의 역사 (1542-1603)》는 매우 높이 평가받고 있다.
그에 대한 책으로는 니콜라스 필립슨이 쓴 《윌리엄 로버트슨과 제국의 확장》이 있다.
| “ | 기독교는 우리의 영혼을 성화시킬 뿐만 아니라, 우리의 행동 방식도 세련되게 한다. | ” |

그는 자연법에 대한 애덤 스미스의 강의내용을 사용하였으며, 유럽역사에 대한 시민사회이론을 설파하였다. 애덤 스미스는 그를 표절로 고소하였다.